# Village Roadshow Studios

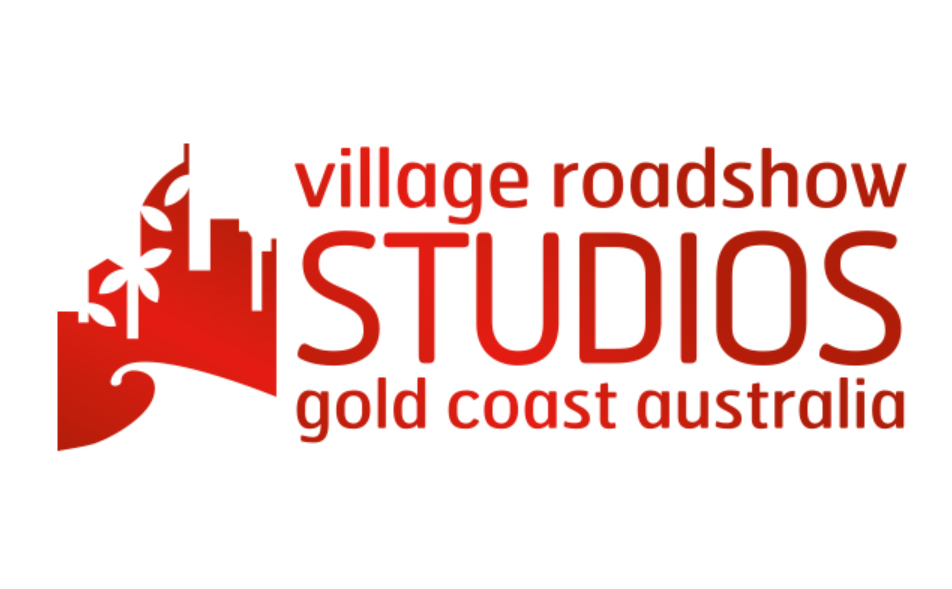
Logo dei Village Roadswow Studios

I Village Roadshow Studios sono un insieme di studi cinematografici situati sulla Gold Coast, Queensland, Australia. Gli studi sono di proprietà di Village Roadshow Pictures e sono costituiti da nove Teatri di posa e altre strutture di produzione. Lo studio è stato fondato nel giugno 1991 ed è uno dei tre studi cinematografici in Australia, gli altri sono i Fox Studios Australia, di Sydney e i Docklands Studios di Melbourne.
Gli studi hanno ospitato innumerevoli lungometraggi, telefilm, serie TV e miniserie. Alcune famose produzioni cinematografiche includono: H2O, Mako Mermaids - Vita da tritone, Aquaman, San Andreas, Le cronache di Narnia, Scooby-Doo, House of Wax, Ghost Ship e Thor: Ragnarok. Le produzioni televisive hanno incluso Terra Nova, BeastMaster, e la serie Lost Worlds.

## Struttura
La struttura è composta da nove set, tre serbatoi d'acqua (due all'aperto e uno al coperto; uno dei quali è il più grande serbatoio d'acqua per film appositamente costruito in Australia),  10 aree di produzione,  cinque laboratori di costruzione,  strutture di supporto in loco,  due guardaroba e lavanderia,  servizi di contabilità, proiezione e montaggio,  teatro di anteprima, studio di effetti visivi, elaborazione del film, post produzione, servizi di viaggio e merci e molto altro ancora.
Oltre a produrre una varietà di programmi televisivi e film, gli studi sono stati utilizzati anche dall'adiacente parco a tema Warner Bros.

## Opere

### Serie TV e Film
- H2O - Just Add Water (2006/2010).
- Mako Mermaids - Vita da tritone - serie 1 e 2 (2013/2014)
- 20.000 leghe sotto i mari
- Animalia
- Beastmaster
- The Dumb Bunnies (co-produzione con YTV e Nelvana)
- flipper
- Mondo perduto
- Missione: impossibile
- Paradise Beach
- Pattuglia di mare 2
- Terranova
- Elvis (2021)
- Godzilla contro Kong (2021)
- Dora e la città perduta dell'oro (2019)
- Aquaman (2018)
- Thor: Ragnarok (2017)
- Pirati dei Caraibi: I morti non raccontano storie (2017)
- I bassifondi (2016)
- Sant'Andrea (2015)
- Ininterrotto (2014)
- Il ferroviere (2011)
- Le cronache di Narnia: Il viaggio del veliero (2010)
- Il condannato (2007)
- Crocodile Dundee a Los Angeles (2001)
- Daybreakers (2009)
- La bella e la bestia (2009)
- L'oro degli sciocchi (2008)
- Nave fantasma (2002)
- Il grande raid (2005)
- Casa di cera (2005)
- Il marinaio (2006)
- Mighty Morphin Power Rangers: Il film (1995)
- L'isola di Nim (2008)
- Peter Pan (2003)
- nero pece (2000)
- Le rovine (2008)
- Santuario (2011)
- Scooby-Doo (2002)
- Scooby-Doo 2: Mostri scatenati (2004)
- Il fantasma (1996)